# Shibaura
Shibaura (芝浦) est un quartier de l’arrondissement Minato à Tokyo, Japon, construit sur un terre-plein. Le quartier est situé entre la ligne ferroviaire Yamanote et la baie de Tokyo.

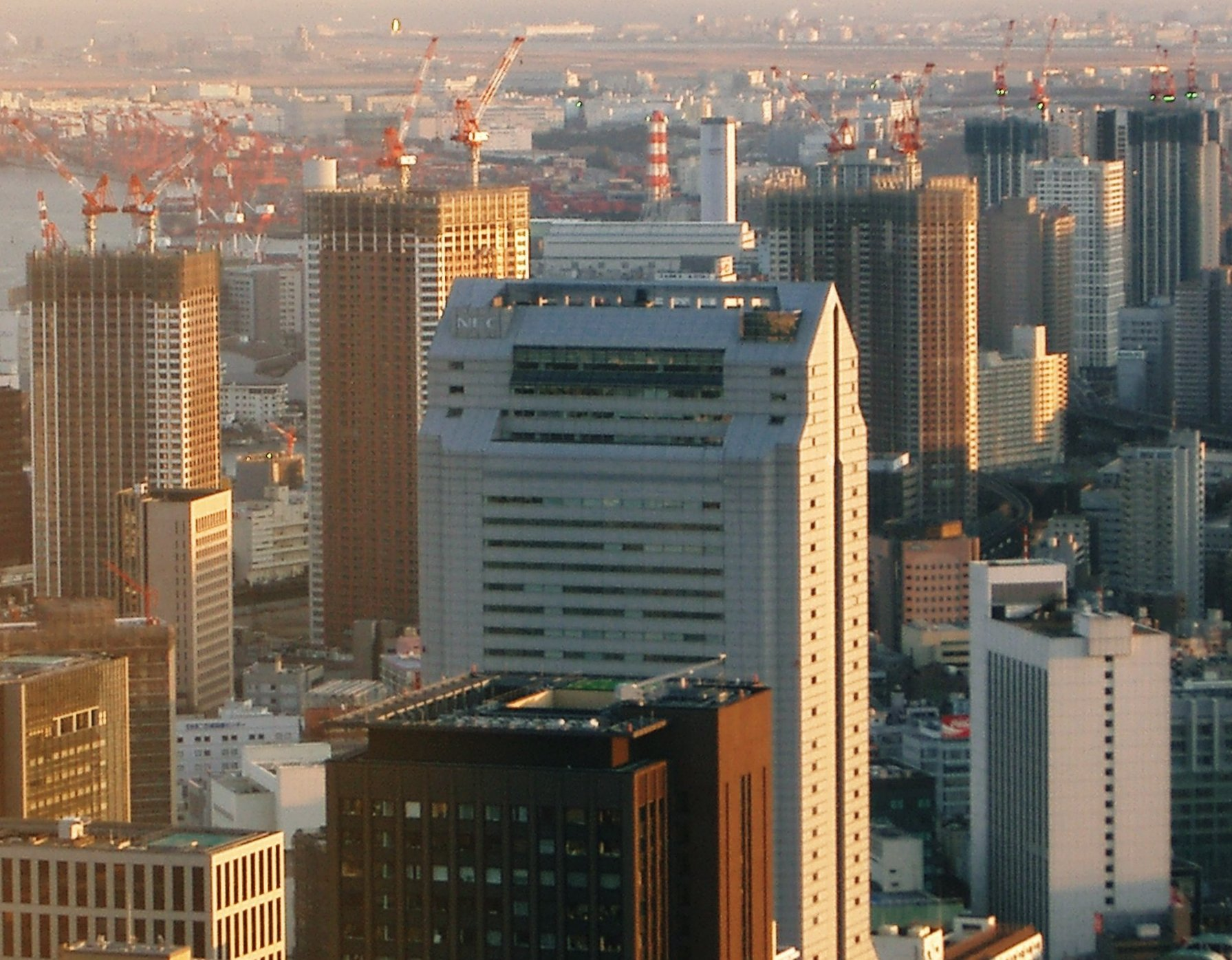
Dans le fond, le bâtiment Shibaura Island en construction （Février 2006）.
Au premier plan, la NEC Supertower.

Shibaura accueille un certain nombre de grandes sociétés japonaises telles que Toshiba (à l'origine Tokyo Shibaura Electric) et  Oki. Le   Japan Times y a son siège dans le Bâtiment Japan Times Nifco  (ジャパン タイムズ · ニフコビル, Japon Taimuzu Nifuko Biru). 

## Liaisons ferroviaires
Le quartier est desservi par la  station Tamachi des lignes  Yamanote et  Keihin-Tōhoku et par la station Shibaura-Futo de la ligne  Yurikamome.